# Roosevelt (Nova York)
Roosevelt és una concentració de població designada pel cens dels Estats Units a l'estat de Nova York. Segons el cens del 2000 tenia 15.854 habitants.

## Demografia
Segons el cens del 2000, Roosevelt tenia 15.854 habitants, 4.061 habitatges, i 3.362 famílies. La densitat de població era de 3.438,9 habitants per km².
Dels 4.061 habitatges en un 38,3% hi vivien nens de menys de 18 anys, en un 44,2% hi vivien parelles casades, en un 30,3% dones solteres, i en un 17,2% no eren unitats familiars. En el 12% dels habitatges hi vivien persones soles el 4,1% de les quals corresponia a persones de 65 anys o més que vivien soles. El nombre mitjà de persones vivint en cada habitatge era de 3,88 i el nombre mitjà de persones que vivien en cada família era de 3,98.
Per edats la població es repartia de la següent manera: un 30,5% tenia menys de 18 anys, un 9,7% entre 18 i 24, un 30,8% entre 25 i 44, un 20,9% de 45 a 60 i un 8,1% 65 anys o més.
L'edat mediana era de 32 anys. Per cada 100 dones de 18 o més anys hi havia 84,4 homes.
La renda mediana per habitatge era de 56.715 $ i la renda mediana per família de 56.380 $. Els homes tenien una renda mediana de 30.694 $ mentre que les dones 29.566 $. La renda per capita de la població era de 16.950 $. Entorn del 10,8% de les famílies i el 15% de la població estaven per davall del llindar de pobresa.